# Thesprotia brasiliensis
Thesprotia brasiliensis är en bönsyrseart som beskrevs av Lucien Chopard 1916. Thesprotia brasiliensis ingår i släktet Thesprotia och familjen Thespidae. Inga underarter finns listade i Catalogue of Life.